# Guadalupe (Kalifornien)
Guadalupe ist eine Stadt im Santa Barbara County im US-Bundesstaat Kalifornien mit 8057 Einwohnern (Stand: 2020). Wirtschaftlich und gesellschaftlich ist Guadalupe eng an das ungefähr 13 km östlich gelegene Santa Maria gebunden.
Benannt wurde die Stadt nach Unserer Lieben Frau von Guadalupe, der Schutzpatronin Mexikos.

## Geografie

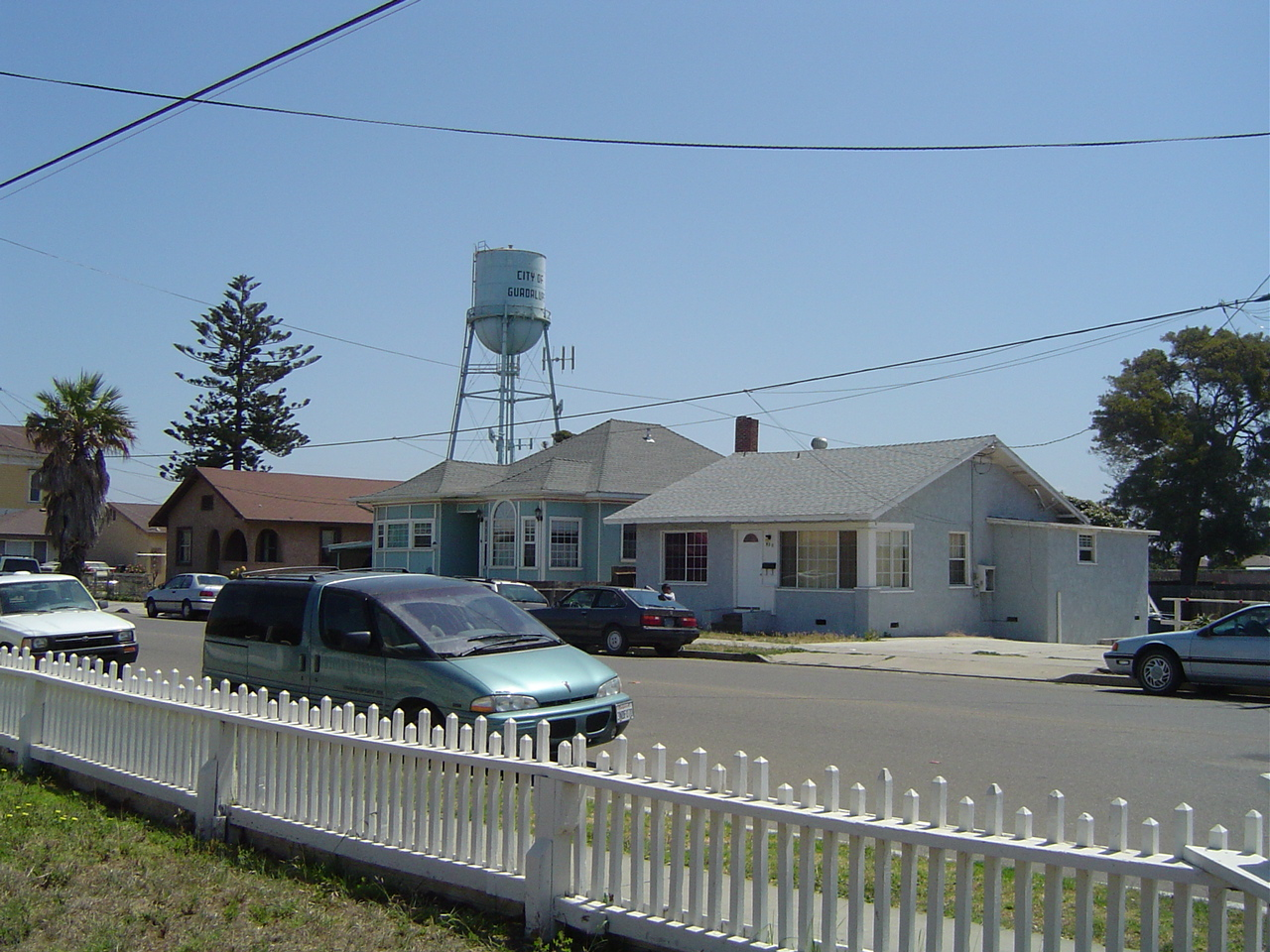
Wohngebiet in Guadalupe

Guadalupe liegt im äußersten Nordwesten des Santa Barbara County, südlich des Santa Maria River. Das Stadtgebiet erstreckt sich über 3,405 km², von denen 99,60 % Land und 0,40 % Wasser sind. Die Stadt besteht aus einer engen Anordnung von Gebäuden, umgeben von einem größtenteils flachen Umland. Dieses wird in erster Linie für Landwirtschaft und Ölförderung genutzt.
Im Süden erheben sich Hügel, hinter denen die Vandenberg Air Force Base liegt.
Westlich und nördlich der Stadt liegen die Guadalupe-Nipomo Dunes, denen Guadalupe seinen Spitznamen „Gateway to the Dunes“ verdankt. Diese Region wurde mehrmals als Umgebung für Filme genutzt, beispielsweise für Die Zehn Gebote von 1923 und die Komödie Immer noch ein seltsames Paar aus dem Jahre 1998. Für die Filme Pirates of the Caribbean – Am Ende der Welt und Hidalgo – 3000 Meilen zum Ruhm wurden hier einzelne Szenen gedreht.

## Wirtschaft
In Guadalupe stellt die Landwirtschaft die wichtigste Einnahmequelle dar. Die Erzeugnisse werden in andere Orte der USA wie auch nach Übersee verfrachtet.

### Transport
In Guadalupe kreuzen sich die California State Routes 1 und 166, sodass die Stadt gut an Orte in Richtung Norden, Osten und Süden angebunden ist.
Guadalupe liegt an der Strecke des Pacific Surfliner, eines Fernverkehrszuges des US-amerikanischen Unternehmens Amtrak.